# Armada Ukrajinske ljudske republike
Armada Ukrajinske ljudske republike (ukrajinsko Армія Української Народної Республіки, latinizirano: Armija Ukrajins'koji Narodnoji Respubliky), znana tudi kot Ukrajinska ljudska armada (ULA) ali s slabšalnim izrazom Petljurovci (Петлюрівці, Petljurivci), je bila od leta 1917 do 1921 vojska Ukrajinske ljudske republike. Vojska je bila sestavljena iz reorganiziranih enot nekdanje carske ruske armade in na novo ustanovljenih prostovoljnih odredov, ki so se kasneje pridružili nacionalnim oboroženim silam. Vojski sta manjkali določena stopnja enotnosti in ustrezno vodstvo za vzdrževanje discipline in morale. Za razliko od Ukrajinske galicijske armade, Ukrajinska ljudska armada ni uspela razviti trdne organizacijske strukture in je bila sestavljena večinoma iz ne rednih prostovoljnih enot.

## Zgodovina

### Nastanek: Vojaški kongresi
Ko je spomladi 1917 prišla na oblast v Ukrajini Centralna rada, je bila prisiljena nemudoma organizirati vojsko za obrambo Ukrajine pred boljševiki. Skoraj vse enote novoustanovljene vojske so bile organizirane iz ruska carske armade. 29. marca 1917 je bila na pobudo Mikole Mihnovskega v Kijevskem vojaškem okrožju organiziran prvi vojaški forum, imenovan Ukrajinski vojaški klub. Leta 1917 so bili tudi trije vseukrajinski vojaški kongresi, na katerih so izvolili svoje predstavnike v Centralno rado. Po prvem takem kongresu, ki je potekal 18. in 21. maja 1917 v Kijevu, je bil ustanovljen Ukrajinski generalni vojaški komite. Odbor je bil zadolžen za oblikovanje in prestrukturiranje vojske. Za vodjo odbora je bil izvoljen bodoči prvi generalni sekretar za vojaške zadeve Simon Petljura.
Naslednji kongres je v nasprotju s prepovedjo ruske začasne vlade potekal 18. in 23. junija 1917 v Kijevu. Na tem kongresu je bil prebran 1. "univerzal" Centralne rade in opravljene prve volitve vanjo. Zadnji kongres je potekal od 2. do 12. novembra 1917 in prav tako v Kijevu. Zaradi državljanskih nemirov, ki so jih sprožili boljševiki po vsej državi, znanih kot oktobrska revolucija, je kongres trajal dlje od prejšnjih, saj je bil za nekaj dni prekinjen, da bi se ustanovili prvi ukrajinski polki za obrambo revolucije pod poveljstvom polkovnika Jurija Kapkana. Glavne zahteve kongresa so bile razglasitev Ukrajinske demokratične republike, popolna ukrajinizacija vojske in mornarice ter takojšnji mirovni sporazum. 
Centralna rada takrat še ni videla potrebe po stalni vojski, okrepljeni z naborniki. Namesto tega je bil novembra 1917 uveden in ratificiran koncept "svobodnih kozakov", ki se niso razlikovali od milice. Šele ko so boljševiki decembra 1917 napadli Ukrajinsko ljudsko republiko, je postala aktualna potreba po redni stalni vojski. Nova vojska naj bi imela osem pehotnih korpusov in štiri konjeniške divizije, vendar ti načrti niso bili nikoli uresničeni, saj je bila Centralna rada strmoglavljena v državnem udaru pod vodstvom Pavla Skoropadskega. Slednji je na oblast v Ukrajini pripeljal Hetmanat. 12. junija 1918 je bila podpisan tudi začasni mirovni sporazum z boljševiki.
Po prevzemu oblasti je hetmanska vlada izoblikovala lastne načrte za stalno vojsko. Vojska naj bi imela 310.000 vojakov in vojaškega osebja, razdeljenega v osem teritorialnih korpusov, in  letnim proračunom 1,254 milijonov karbovancev. Načrtovana vojska se zaradi številnih disidentskih gibanj in hude nepriljubljenosti Hetmanata med kmeti in civilisti ni razvila dlje od organizacijske stopnje. Novembra 1918 je v Ukrajini prišel na oblast Direktorat z lastno vizijo o strukturi vojske. V tem času je večina vojaških enot preprosto prešla iz Hetmanata v Direktorat z malo organizacijskimi spremembami.

### Vojna za neodvisnost Ukrajine
Boljševiki so prvič napadli Ukrajinsko ljudsko republiko januarja 1918. Po nekaj tednih bojev je Rdeča armada premagala dokaj majhno ukrajinsko vojsko in 9. februarja zavzela Kijev. To je prisililo Centralno rado, da je poiskala pomoč pri Centralnih silah prve svetovne vojne. Po podpisu Brestlitovskega sporazuma Ukrajine s Centralnimi silami  naj bi ukrajinska vojska dobila pomoč v boju proti Rdeči armadi. Nemško-avstrijska ofenziva, imenovana Operacija Faustschlag, je v začetku marca izrinila boljševike iz Kijeva in ukrajinska vlada se je vrnila v prestolnico. Aprila je bila Rdeča armada prisiljena na popoln umik iz Ukrajine in podpis mirovnega sporazuma. Nemško/avstro-ogrske zmage v Ukrajini so bile posledica apatije domačinov in slabših bojnih sposobnosti boljševiških čet v primerjavi z njihovimi avstro-ogrskimi in nemškimi nasprotniki.
Decembra 1918, po prihodu Direktorata na oblast, je vojska Ukrajinske republike dosegla svoj vrhunec z ocenjeno 100.000 naborniki. Te oborožene sile so se izkazale kot slabo organizirane in nepripravljene za vojskovanje. Večina ukrajinskih državnih sil Pavla Skoropadskega je takrat zamenjala stran in se pridružila Direktoratu.
Januarja 1919 je Ukrajina napovedala vojno Sovjetski Rusiji, potem ko je slednja v Harkovu ustanovila začasno vlado in razglasila Ukrajinsko sovjetsko socialistično republiko. Istočasno je Zahodnoukrajinska ljudska republika zavzela Lvov in s tem začela vojno z Drugo poljsko republiko. Januarja 1919 sta se Ukrajinska ljudska armada in Ukrajinska galicijska armada združili, potem ko so Zahodnoukrajinsko ljudsko republiko popolnoma zasedle poljske sile, Kijev pa sovjetske sile. Vrhovni poveljnik nove združene ukrajinske vojske je postal Simon Petljura. Njegov prihod je izboljšal red in disciplino v vojski. Uvedeni so bili posebni inšpektorji s širokimi pooblastili, podobni boljševiškim komisarjem. Vojska se je še povečala, ko se ji je pridružilo 35.000 vojakov iz osrednje Ukrajine in 50.000 vojakov iz Galicije. Okrepljena vojska je avgusta 1919 uspešno začela napad na Kijev in Odeso, potem pa je utrpela resne izgube v svoji samomorilski vojni proti poljski vojski, Denikinovim belogardistom in boljševikom. K porazu je pripomogla tudi epidemija pegastega tifusa. Ukrajina je zato maja 1919 podpisala premirje z Antanto in kasneje še s Poljsko.
Potem ko ukrajinska vojska ni uspela sama zavzeti Kijeva, je aprila 1920 s Poljsko podpisala Varšavski sporazum. V skladu s tem sporazumom se je ukrajinski vojski v bojih proti Sovjetski Rusiji in drugim ukrajinskim rdečim gibanjem pridružila poljska vojska. Denikin, Nemci in Antanta so bili takrat že zdavnaj izgnani iz Ukrajine. Po odločilnem neuspehu v kijevski ofenzivi se je ukrajinska vojska v majhnem obsegu vojskovala v poljsko-sovjetski vojni. Vojna se je končala s podpisom Riškega mirovnega sporazuma 18. marca 1921. Majhni ostanki Ukrajinske ljudske armade so se bodisi zatekli k gverilskemu vojskovanju ali pa so se pridružili poljski vojski.

### Struktura
Poveljstvo ukrajinskih oboroženih sil se je imenovalo Generalna bulava. Prvotna vojska, kot jo je načrtovala Centralna rada, naj bi imela osem pehotnih korpusov in štiri konjeniške divizije. Ti načrti niso bili nikoli uresničeni zaradi notranji bojev za oblast v Ukrajini. Namesto tega je bila vojska na hitro oblikovana iz različnih oboroženih prostovoljnih enot in "svobodnih kozakov". Maja 1919, dolgo potem, ko je oblast prevzel Direktorat, se je  morala ukrajinska ljudska vojska reorganizirati, ker se je v samo petih mesecih vojskovanja s Sovjetsko Rusijo število njenih pripadnikov zmanjšalo s 100.000 na 15.000. Po besedah takratnega ukrajinskega politika Volodimirja Viničenka je do tega dramatičnega zmanjšanja števila vojakov prišlo predvsem zaradi komunistične propagande. Novo, delno organizirano strukturo, je sestavljalo pet vojaških enot v velikosti brigade in veliko svobodnih kozakov: 
- Siški strelci, ki so bili konec leta 1919 razpuščeni (5.000 mož)[9]
- Zaporoška skupina (3.000 mož)[9]
- Volinska skupina (4.000 mož)[9]
- Udovičenkov polk (1.200 mož)[9]
- Tjutjunikova skupina (1.500 mož)[9]

Maja 1920, sredi poljsko-sovjetske vojne, je bila vojska ponovno prisiljena v reorganizacijo, potem ko se je njena moč več kot podvojila. Nova struktura je obsegala šest pehotnih in eno konjeniško divizijo. Vsaka pehotna divizija naj bi imela tri brigade, oborožene s topovi, konjeniški polk in inženirski polk. Vsaka konjeniška divizija je imela šest konjeniških polkov. Poskušali so oblikovati tudi šest rezervnih brigad, a je to le delno uspelo. Okrepitvene brigade so bile kasneje preoblikovane v dva podkapacitirana brigadna mitralješka diviziona. Tako reorganizirana vojska je imela naslednjo strukturo:
- 1. pehotna Zaporoška divizija[15]
- 2. pehotna Volinska divizija[15]
- 3. pehotna Zalizna divizija[15]
- 4. pehotna Kijevska divizija[15]
- 5. pehotna Hersonska divizija[15]
- 6. divizija Siških strelcev[15]
- 1. mitralješki divizion[15]
- 1. konjeniški divizion[15]

### Čini in oznake
Po reformi vojske, ki je potekala kar med ukrajinskimi vojaškimi operacijami, so starejšo rusko strukturo činov in oznak opustili in nadomestili s tistimi iz časov Hetmanata. Najbolj opazna je uvedba čina otaman, ki je nadomestil generalske čine ruske vojske. Poveljstvo vojske je postalo znano kot Generalna bulava. Vojaški predstavnik v Direktoratu Ukrajine, Simon Petljura, je dobil čin glavnega otamana. Njegovo mesto je uvedel nekdanji ruski general in poznejši otaman Oleksander Hrekov. 
Generali
- otaman fronte
- otaman armade
- otaman korpusa
- otaman divizije
- otaman brigade

Častniki
- polkovnik
- podpolkovnik (osavul)
- major (kurinni)
- stotnik  (sotnik)
- poročnik (pivsotenni)

Podčastniki
- četni narednik (bunčužni)
- vodni narednik (čotar)
- narednik (rojovji)
- kozak

Junija 1918 so se čini spremenili, vendar samo za častnike: 
Generali
- generalni bunčužni (general)
- generalni značkovji (generalporočnik)
- generalni horunžji (generalmajor)

Častniki
- polkovnik
- podpolkovnik (viskova staršina)
- stotnik
- poročnik (značkovji)
- podporočnik (horužji)